# Novota János
Novota János (Taksonyfalva, 1983. november 29. –) szlovák válogatott labdarúgó.

## Pályafutása

### Klubcsapatban
Novota János Taksonyfalván született, pályafutását pedig kisebb szlovák klubcsapatokban kezdte. 2005 és 2008 közt a Szenc játékosa volt, ekkor a dunaszerdahelyi DAC labdarúgója lett. 2010-ben rövid ideig a görög Panszeraikósz játékosa volt, majd visszatért a DAC-hoz. 
2011 júliusában szerződtette a Rapid Wien. A bécsi csapatban alapember lett, 2014 áprilisában megdöntötte a klub történetének leghosszabban tartó rekordját, ami  a kapott gólok nélkül lejátszott bajnoki mérkőzéseket illeti. A vonatkozó ranglistán Herbert Feuert előzte meg, aki 1982-ben 527 percet játszott le úgy, hogy nem kapott gólt. Novota sorozata 623 perc után az SV Grödig elleni 2-2-es  bajnokin szakadt meg. A Rapiddal szerepelt a 2015–2016-os Európa-liga sorozat főtábláján. Az azt követő szezonban már kevesebb lehetőséget kapott, így 2017 nyarán a Debreceni VSC-hez igazolt.
A Dunaszerdahely színeiben 67 bajnokin, míg a Rapid Wien mezében 97 bajnokin és 27 nemzetközi kupamérkőzésen állt a kapuban.
2018 februárjában egészségügyi okok miatt bejelentette visszavonulását. A DVSC színeiben egy bajnoki találkozón lépett pályára.

### A válogatottban
2014. május 23-án Ján Kozák edzősége alatt mutatkozott be a szlovák válogatottban Montenegró ellen. Tagja volt a 2016-os Európa-bajnokságon szereplő szlovák csapatnak, de pályára nem lépett.

## Mérkőzései a szlovák válogatottban
| #  | Dátum              | Ellenfél   | Eredmény | Kiírás              | Esemény |
| -- | ------------------ | ---------- | -------- | ------------------- | ------- |
| 1. | 2014. május 23.    | Montenegró | 2 – 0    | barátságos mérkőzés | 46'     |
| 2. | 2015. november 17. | Izland     | 3 – 1    | barátságos mérkőzés |         |
| 3. | 2016. május 27.    | Grúzia     | 3 – 1    | barátságos mérkőzés | 63'     |
| 4. | 2016. november 15. | Ausztria   | 0 – 0    | barátságos mérkőzés | 46'     |

## Statisztika

### A válogatottban
(2016. június 18. szerint)
| Válogatott | Szezon   | Mérkőzés | Gól |
| ---------- | -------- | -------- | --- |
| Szlovákia  | 2014     | 1        | 0   |
| Szlovákia  | 2015     | 1        | 0   |
| Szlovákia  | 2016     | 2        | 0   |
| Összesen   | Összesen | 4        | 0   |

## Külső hivatkozások
- Novota János. www.worldfootball.net (angolul)
- Novota János. www.national-football-teams.com (angolul)
- Novota János. www.fussballdaten.de (németül)
- Novota János. www.uefa.com (angolul)
- Novota János adatlapja a DVSC honlapján. www.dvsc.hu[halott link]